# Поляшко Василь Онуфрійович
Поля́шко Васи́ль Ону́фрійович (нар. 1910 — пом. 23 березня 1969) — учасник Другої світової війни, снайпер стрілецької роти 44-го гвардійського стрілецького полку 15-ї гвардійської стрілецької дивізії. Повний кавалер ордена Слави.

## Біографія
Народився у 1910 році в містечку Кантакузівка Ананьївського повіту Херсонської губернії (нині село Прибужани Вознесенського району Миколаївської області) в сім'ї робітника. Українець.
Після отримання неповної середньої освіти працював у місцевому колгоспі.
Учасник німецько-радянської війни з квітня 1944 року. Воював на 3-му та 1-му Українських фронтах.
В боях на Вісленському плацдармі 16-20 серпня 1944 року влучними пострілами зі своєї гвинтивки знищив 12 солдатів і офіцерів супротивника. 20 серпня в бою поблизу села Кемпе був поранений, проте не залишив поля бою до повного відбиття контатаки ворога. Наказом від 6 вересня 1944 року нагороджений орденом Слави 3-го ступеня.
18 січня 1945 року в боях за місто Кройцбург під час контратаки ворога, що підтримувалась 4 танками і бронетранспортерами, рядовий В. О. Поляшко перебрав на себе командування відділенням, вогнем з кулемета підпалив ворожий бронетраспортер. Особистим прикладом відваги зупинив деяких відступаючих бійців, атаку ворога було відбито. Наказом від 27 квітня 1945 року нагороджений орденом Слави 2-го ступеня.
18 березня 1945 року, утримаючи рубіж оборони, взяв участь у відбитті трьох ворожих контратак. За один день влучним вогнем із своєї гвинтівки знищив 18 німецьких солдатів і офіцерів. Нагороджений орденом Червоної Зірки.
16 квітня 1945 року під час прориву ворожої оборони в районі міста Мускау, попри сильний вогонь супротивника, рядовий В. О. Поляшко першим увірвався на ворожі позиції, ручними гранатами закидав кулеметну обслугу ворога, знищивши при цьому 5 гітлерівців. Указом Президії Верховної Ради СРСР від 27 червня 1945 року нагороджений орденом Слави 1-го ступеня.
Всього за період з 12 січня 1945 року зі своєї снайперської гвинтівки знищив 97 солдатів і офіцерів ворога.
Після демобілізації повернувся до рідного села, працював у колгоспі.
Помер 23 березня 1969 року.

## Нагороди
Нагороджений орденами Червоної Зірки (02.11.1945), Слави трьох ступенів, медалями.